# Шварц Йосиф Іванович
Йосиф Шварц (19 березня 1887, Заліщики — 11 березня 1947, Відень) — краєзнавець, професор Заліщицької учительської семінарії, гімназії.

## Біографія
Цікавився природою Наддністров'я, археологією. На основі зібраних ним предметів у Заліщиках створено краєзнавчий музей.
Закінчивши тут початкову школу, вступив на навчання до гімназії в Чернівцях. 1907 року після закінчення гімназії вступив до Чернівецького університету на філософсько-гуманітарний факультет. Продовжив навчання в університеті Відня. В університеті Шварц вивчив грецьку і німецьку філології, також українську і румунську мови. Під час Першої світової війни служив в австрійській армії. Після війни працював учителем німецької мови і ботаніки у Заліщицькій учительській семінарії до її закриття у 1936 році. У 1937 році працював учителем Заліщицької гімназії.
У 1931 році в Тернополі вийшла польською мовою книга Шварца «Заліщики й околиці» — перший краєзнавчий путівник Наддністрянщини. 
Помер Йосиф Шварц 11 березня 1947 року.